# Tanzania en los Juegos Olímpicos de Barcelona 1992
Tanzania estuvo representada en los Juegos Olímpicos de Barcelona 1992 por nueve deportistas masculinos que compitieron en dos deportes.
El equipo olímpico tanzano no obtuvo ninguna medalla en estos Juegos.